# Кичмалка (река)
Кичма́лка или Кич-Малка (кабард.-черк. Чыщбалъкъ, карач.-балк. Кичибалыкъ — «малая Малка») — река в Карачаево-Черкесии, Кабардино-Балкарии и Ставропольском крае, левый приток Малки. Гидроним переводится, как «малая Малка», где кичи — «малый» (карач.-балк.).
В Карачаево-Черкесии на реке расположено село Кичи-Балык, а в Кабардино-Балкарии сёла Кичмалка и Каменномостское.
По реке проходит граница Кабардино-Балкарии и Ставропольского края.

## Данные водного реестра

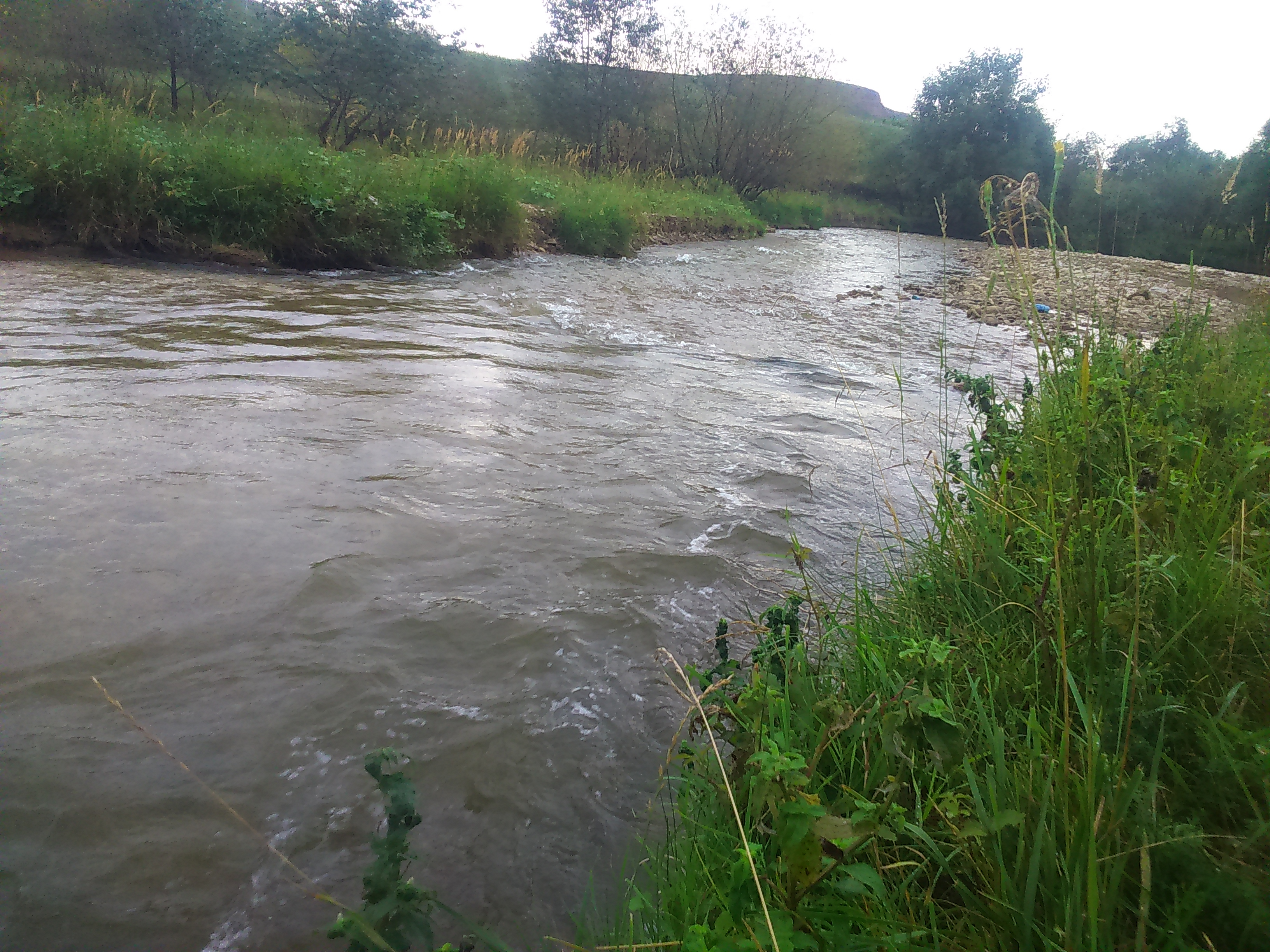

По данным государственного водного реестра России относится к Западно-Каспийскому бассейновому округу, водохозяйственный участок реки — Малка от истока до Кура-Марьинского канала. Речной бассейн реки — реки бассейна Каспийского моря междуречья Терека и Волги.
Код объекта в государственном водном реестре — 07020000512108200004217.